# Weltcup der Nordischen Kombination 2020/21
Die Weltcupsaison 2020/21 der Nordischen Kombination (offizieller Sponsorenname: Viessmann FIS World Cup) begann am 27. November 2020 in Ruka und endete am 21. März 2021 in Klingenthal. Als Höhepunkt der Saison galten die Nordischen Skiweltmeisterschaften in Oberstdorf vom 23. Februar bis zum 7. März 2021, deren Wettkämpfe jedoch kein Teil des Weltcups waren. In diesem Winter wurde erstmals eine Damen-Serie, welche vier Wettbewerbe umfassen sollte, ausgetragen. Nachdem zunächst mehr Wettbewerbe geplant gewesen waren und beispielsweise Schonach als Saisonabschluss dienen sollte, wurde die Saison im finalen Kalender aus finanziellen und organisatorischen Gründen auf lediglich zwei Austragungsorte gekürzt. Letztlich gab es nur einen Wettbewerb am ursprünglich nicht vorgesehenen Austragungsort Ramsau am Dachstein.
Als Favoritin ging die US-Amerikanerin Tara Geraghty-Moats in die Saison. Topfavorit und Titelverteidiger bei den Herren war der Dominator der vergangenen beiden Saisons Jarl Magnus Riiber. Beide Sporttreibenden konnten schließlich die Gesamtwertungen gewinnen. Nachdem Norwegen die Nationenwertung bei den Männern zuletzt dreimal in Folge gewinnen konnte, holte sich in diesem Winter Deutschland zum dreizehnten Mal den Gesamtsieg. Bei den Frauen war Norwegen die beste Nation.
Unterhalb des Weltcups war der Continental Cup der Nordischen Kombination 2020/21 als zweithöchste Wettkampfserie des Winters angesiedelt.

## Austragungsorte
| Ruka |

| (Lillehammer) |

|  |

| (Otepää) |

|  |

|  |

| Klingenthal |

| Lahti |

| (Oslo) |

|  |

| Ramsau |

| Val di Fiemme |

| Seefeld |

| (Schonach) |

| \| (Peking) \|                    |
| Lage des Austragungsorts in Asien |
| (Peking)                          |

## Herren

### Startquoten
Bei einem Wettbewerb im Weltcup dürfen die nationalen Skiverbände nicht beliebig viele Athleten einsetzen, sondern sind an die nationalen Starterquoten gebunden. Die Anzahl startberechtigter Sportler pro Nation hängt auch mit der Kostenübernahme für die Vollpension von Athleten und Betreuer durch den internationalen Skiverband beziehungsweise dem Veranstalter zusammen. Die Startlimits werden nicht einfach festgelegt, sondern werden auf Basis der Weltrangliste sowie dem Stand der letzten Periodenwertung des Continental Cups verteilt. Darüber hinaus sind diese nationalen Starterquoten dynamisch, können sich für einzelne Nationen also während der Saison vergrößern oder verkleinern. Um diese Bewegung zu ermöglichen, ist die Saison im Winter gemäß Artikel 4.1.2 des FIS-Weltcup-Reglements in vier Perioden aufgeteilt. Für jede Periode wird neu berechnet, wie viele Sportler pro Nation bei einem Wettkampf an den Start gehen dürfen. Grundlage dieser Berechnung bildet gemäß Artikel 4.1.1 des Reglements zunächst die Weltrangliste, die auf dem gleichen Punktesystem wie jenes für die Weltcup-Gesamtwertung beruht und immer die letzten vier Perioden umfasst. Die in der Weltrangliste berücksichtigten Wettkampf-Ergebnisse werden demnach sukzessive durch die Wettkampf-Ergebnisse der vier Perioden des laufenden Weltcup-Kalenders ersetzt. Möchte man die Starterquote ermitteln, so berücksichtigt man die ersten 55 klassierten Wettkämpfer der Weltrangliste, wobei jeder Athlet einer Nation die Startquote seines jeweiligen Verbandes erhöht. Allerdings besteht hierbei ein Maximum von sechs Athleten pro Nation. Sind beispielsweise zehn deutsche Athleten unter den besten 55 der Welt zu finden, so dürfen zunächst dennoch nur deren sechs bei einem Weltcup-Wettbewerb starten. Neben der Weltrangliste werden zur Berechnung der nationalen Startquote zudem die ersten drei Bestklassierten der letzten Periodenwertung des Continental Cups herangezogen. Sollte beispielsweise ein deutscher Athlet in der zurückliegenden Continental-Cup-Periode unter den besten Drei rangieren, so würde Deutschland neben den aus der Weltrangliste abgeleiteten sechs Sportlern einen weiteren Startberechtigten zugeschrieben bekommen. Die Nationenquote ist mit einem Maximum von 7 Athleten pro Nation limitiert. Ausnahmen daraus bestehen nur für die austragenden Skiverbände, die im Rahmen der nationalen Gruppe bis zu vier weiteren Athleten ins Rennen schicken können, wobei dieser Vorteil nur bei maximal zwei Wettbewerben im jeweiligen Land erlaubt ist und nur maximal elf Athleten an einem Wettbewerb teilnehmen dürfen. Hinzu kommen die drei Medaillengewinner der Nordischen Junioren-Skiweltmeisterschaften, die ein persönliches Startrecht erhalten. In dieser Saison waren das bis einschließlich der dritten Periode der Norweger Jens Lurås Oftebro, der Österreicher Johannes Lamparter und der Franzose Gaël Blondeau. Für die letzte Periode wurde das persönliche Startrecht bereits an die Medaillengewinner der Nordischen Junioren-Skiweltmeisterschaften 2021 vergeben. In der ersten Periode konnte beispielsweise Norwegen demnach sieben Athleten plus Oftebro bei einem Wettbewerb starten lassen. Jene Nationen, die nach dem oben erwähnten Berechnungssystem keine Nationenquote erreichen, erhalten eine Basis-Nationenquote von zwei, müssen jedoch die Kosten für die Vollpension ihrer Athleten und Sportler selbst tragen. In diese Kategorie fiel in den ersten drei Perioden auch Slowenien, was anhand des Asterisks zum Ausdruck gebracht werden soll.
| Nation             | Periode                 | Periode                      | Periode                 | Periode                 | persönliches Startrecht (1–3) | persönliches Startrecht (4)            |
| Nation             | 1. (25.11 – 20.12.2020) | 2. (31.12.2020 – 24.01.2021) | 3. (27.01 – 07.03.2021) | 4. (10.03 – 21.03.2021) | persönliches Startrecht (1–3) | persönliches Startrecht (4)            |
| ------------------ | ----------------------- | ---------------------------- | ----------------------- | ----------------------- | ----------------------------- | -------------------------------------- |
| Deutschland        | 6 + 1                   | 6 + 1                        | 6 + 1                   | 6                       | –                             | –                                      |
| Österreich         | 6 + 1                   | 6 + 1                        | 6 + 1                   | 6                       | Johannes Lamparter            | Johannes Lamparter, Stefan Rettenegger |
| Norwegen           | 6 + 1                   | 6                            | 6 + 1                   | 6 + 1                   | Jens Lurås Oftebro            | –                                      |
| Japan              | 5                       | 6                            | 6                       | 6                       | –                             | –                                      |
| Finnland           | 4                       | 4                            | 4                       | 3 + 1                   | –                             | –                                      |
| Italien            | 4                       | 4                            | 4                       | 4                       | –                             | –                                      |
| Tschechien         | 4                       | 4                            | 3                       | 4                       | –                             | –                                      |
| Frankreich         | 3                       | 3                            | 4                       | 4                       | Gaël Blondeau                 | Mattéo Baud                            |
| Estland            | 2                       | 2                            | 2                       | 2                       | –                             | –                                      |
| Polen              | 2                       | 2                            | 2                       | 2                       | –                             | –                                      |
| Vereinigte Staaten | 2                       | 2 + 1                        | 2                       | 2 + 1                   | –                             | –                                      |
| Slowenien          | 2*                      | 2*                           | 2*                      | 2                       | –                             | –                                      |
| Rest               | 2                       | 2                            | 2                       | 2                       | –                             | –                                      |

### Weltcup-Übersicht
| Datum | Austragungsort | Disziplin                      | Sieger                                               | Zweiter                                              | Dritter                                              | Gelbes Trikot      |
| --- | -------------- | ------------------------------ | ---------------------------------------------------- | ---------------------------------------------------- | ---------------------------------------------------- | ------------------ |
| Ruka Opening |                |                                |                                                      |                                                      |                                                      |                    |
| 27.11.2020 | Ruka           | HS 142 / 5 km                  | Jarl Magnus Riiber                                   | Johannes Lamparter                                   | Jens Lurås Oftebro                                   | Jarl Magnus Riiber |
| 28.11.2020 | Ruka           | HS 142 / 10 km                 | Jarl Magnus Riiber                                   | Eric Frenzel                                         | Akito Watabe                                         | Jarl Magnus Riiber |
| 29.11.2020 1 | Ruka           | HS 142 / 10 km                 | Jens Lurås Oftebro                                   | Fabian Rießle                                        | Manuel Faißt                                         | Jarl Magnus Riiber |
| Gesamtwertung | Gesamtwertung  | Gesamtwertung                  | Jarl Magnus Riiber                                   | Jens Lurås Oftebro                                   | Johannes Lamparter                                   | Jarl Magnus Riiber |
| 19.12.2020 | Ramsau         | HS 98 / 10 km                  | Vinzenz Geiger                                       | Jarl Magnus Riiber                                   | Lukas Greiderer                                      | Jarl Magnus Riiber |
| 20.12.2020 | Ramsau         | HS 98 / 10 km                  | Vinzenz Geiger                                       | Jarl Magnus Riiber                                   | Fabian Rießle                                        | Jarl Magnus Riiber |
| 02.01.2021 | Otepää         | HS 97 / 10 km                  | Wettbewerbe aufgrund der COVID-19-Pandemie abgesagt. | Wettbewerbe aufgrund der COVID-19-Pandemie abgesagt. | Wettbewerbe aufgrund der COVID-19-Pandemie abgesagt. | Jarl Magnus Riiber |
| 03.01.2021 | Otepää         | HS 97 / 10 km                  | Wettbewerbe aufgrund der COVID-19-Pandemie abgesagt. | Wettbewerbe aufgrund der COVID-19-Pandemie abgesagt. | Wettbewerbe aufgrund der COVID-19-Pandemie abgesagt. | Jarl Magnus Riiber |
| 15.01.2021 | Val di Fiemme  | HS 104 / 10 km                 | Jarl Magnus Riiber                                   | Ilkka Herola                                         | Vinzenz Geiger                                       | Jarl Magnus Riiber |
| 16.01.2021 | Val di Fiemme  | HS 104 / 2 × 7,5 km Teamsprint | Deutschland IEric Frenzel Fabian Rießle              | Österreich IJohannes Lamparter Lukas Greiderer       | Finnland IIlkka Herola Eero Hirvonen                 | Jarl Magnus Riiber |
| 17.01.2021 | Val di Fiemme  | HS 104 / 10 km                 | Jarl Magnus Riiber                                   | Eric Frenzel                                         | Vinzenz Geiger                                       | Jarl Magnus Riiber |
| 23.01.2021 | Lahti          | HS 130 / 2 × 7,5 km Teamsprint | Norwegen IJørgen Graabak Jarl Magnus Riiber          | Deutschland IFabian Rießle Vinzenz Geiger            | Japan IRyōta Yamamoto Akito Watabe                   | Jarl Magnus Riiber |
| 24.01.2021 | Lahti          | HS 130 / 10 km                 | Akito Watabe                                         | Jarl Magnus Riiber                                   | Ryōta Yamamoto                                       | Jarl Magnus Riiber |
| Nordic Combined Triple (halbe Weltcuppunkte für die ersten beiden Etappen, doppelte Weltcuppunkte für die letzte Etappe) |                |                                |                                                      |                                                      |                                                      | Jarl Magnus Riiber |
| 29.01.2021 | Seefeld        | HS 109 / 5 km                  | Jarl Magnus Riiber                                   | Akito Watabe                                         | Vinzenz Geiger                                       | Jarl Magnus Riiber |
| 30.01.2021 | Seefeld        | HS 109 / 10 km                 | Jarl Magnus Riiber                                   | Akito Watabe                                         | Ilkka Herola                                         | Jarl Magnus Riiber |
| 31.01.2021 | Seefeld        | HS 109 / 15 km                 | Jarl Magnus Riiber                                   | Ilkka Herola                                         | Akito Watabe                                         | Jarl Magnus Riiber |
| 06.02.2021 | Klingenthal    | HS 140 / 10 km                 | Vinzenz Geiger                                       | Fabian Rießle                                        | Eric Frenzel                                         | Jarl Magnus Riiber |
| 07.02.2021 | Klingenthal    | HS 140 / 10 km                 | Vinzenz Geiger                                       | Akito Watabe                                         | Lukas Greiderer                                      | Jarl Magnus Riiber |
| 13.02.2021 | Peking         | HS 140 / 10 km                 | Wettbewerbe aufgrund der COVID-19-Pandemie abgesagt. | Wettbewerbe aufgrund der COVID-19-Pandemie abgesagt. | Wettbewerbe aufgrund der COVID-19-Pandemie abgesagt. | Jarl Magnus Riiber |
| 14.02.2021 | Peking         | HS 140 / 4 × 5 km Team         | Wettbewerbe aufgrund der COVID-19-Pandemie abgesagt. | Wettbewerbe aufgrund der COVID-19-Pandemie abgesagt. | Wettbewerbe aufgrund der COVID-19-Pandemie abgesagt. | Jarl Magnus Riiber |
| 13.02.2021 | Lillehammer 2  | HS 98 / 10 km                  | Wettbewerbe aufgrund der COVID-19-Pandemie abgesagt. | Wettbewerbe aufgrund der COVID-19-Pandemie abgesagt. | Wettbewerbe aufgrund der COVID-19-Pandemie abgesagt. | Jarl Magnus Riiber |
| 14.02.2021 | Lillehammer 2  | HS 140 / 10 km                 | Wettbewerbe aufgrund der COVID-19-Pandemie abgesagt. | Wettbewerbe aufgrund der COVID-19-Pandemie abgesagt. | Wettbewerbe aufgrund der COVID-19-Pandemie abgesagt. | Jarl Magnus Riiber |
| 23. Februar bis 7. März 2021 Nordische Skiweltmeisterschaften 2021 in Oberstdorf                                         |                |                                |                                                      |                                                      |                                                      | Jarl Magnus Riiber |
| 13.03.2021 | Oslo           | HS 134 / 10 km                 | Wettbewerbe aufgrund der COVID-19-Pandemie abgesagt. | Wettbewerbe aufgrund der COVID-19-Pandemie abgesagt. | Wettbewerbe aufgrund der COVID-19-Pandemie abgesagt. | Jarl Magnus Riiber |
| 14.03.2021 | Oslo           | HS 134 / 10 km                 | Wettbewerbe aufgrund der COVID-19-Pandemie abgesagt. | Wettbewerbe aufgrund der COVID-19-Pandemie abgesagt. | Wettbewerbe aufgrund der COVID-19-Pandemie abgesagt. | Jarl Magnus Riiber |
| 20.03.2021 | Klingenthal 3  | HS 140 / 10 km                 | Jarl Magnus Riiber                                   | Akito Watabe                                         | Johannes Lamparter                                   | Jarl Magnus Riiber |
| 21.03.2021 | Klingenthal 3  | HS 140 / 10 km                 | Jarl Magnus Riiber                                   | Espen Bjørnstad                                      | Fabian Rießle                                        | Jarl Magnus Riiber |

### Wertungen
| Rang | Name               | Punkte |
| ---- | ------------------ | ------ |
| 01.  | Jarl Magnus Riiber | 1140   |
| 02.  | Vinzenz Geiger     | 0810   |
| 03.  | Akito Watabe       | 0757   |
| 04.  | Fabian Rießle      | 0687   |
| 05.  | Eric Frenzel       | 0608   |
| 06.  | Johannes Lamparter | 0602   |
| 07.  | Ilkka Herola       | 0594   |
| 08.  | Jens Lurås Oftebro | 0491   |
| 09.  | Lukas Greiderer    | 0425   |
| 10.  | Manuel Faißt       | 0425   |
| 11.  | Johannes Rydzek    | 0370   |
| 12.  | Jørgen Graabak     | 0332   |
| 13.  | Espen Bjørnstad    | 0319   |
| 14.  | Ryōta Yamamoto     | 0308   |
| 15.  | Terence Weber      | 0231   |
| 16.  | Espen Andersen     | 0195   |
| 17.  | Kristjan Ilves     | 0187   |
| 18.  | Lukas Klapfer      | 0183   |
| 19.  | Eero Hirvonen      | 0181   |

| Rang | Name                 | Punkte |
| ---- | -------------------- | ------ |
| 20.  | Mario Seidl          | 0167   |
| 21.  | Martin Fritz         | 0165   |
| 22.  | Yoshito Watabe       | 0162   |
| 23.  | Laurent Muhlethaler  | 0146   |
| 24.  | Thomas Jöbstl        | 0139   |
| 25.  | Alessandro Pittin    | 0112   |
| 26.  | Franz-Josef Rehrl    | 0094   |
| 27.  | Einar Lurås Oftebro  | 0094   |
| 28.  | Samuel Costa         | 0088   |
| 29.  | Andreas Skoglund     | 0081   |
| 30.  | Julian Schmid        | 0069   |
| 31.  | Hideaki Nagai        | 0066   |
| 32.  | Antoine Gérard       | 0064   |
| 33.  | Magnus Krog          | 0061   |
| 34.  | Stefan Rettenegger   | 0055   |
| 35.  | Tomáš Portyk         | 0047   |
| 36.  | Aaron Kostner        | 0041   |
| 37.  | Philipp Orter        | 0033   |
| 38.  | Harald Johnas Riiber | 0031   |

| Rang | Name                  | Punkte |
| ---- | --------------------- | ------ |
| 39.  | Taylor Fletcher       | 0031   |
| 40.  | Mattéo Baud           | 0027   |
| 41.  | Simen Tiller          | 0024   |
| 42.  | Raffaele Buzzi        | 0021   |
| 43.  | Leif Torbjørn Næsvold | 0020   |
| 44.  | Jan Vytrval           | 0016   |
| 45.  | Perttu Reponen        | 0015   |
| 46.  | Kasper Moen Flatla    | 0014   |
| 47.  | David Mach            | 0011   |
| 48.  | Jakob Lange           | 0011   |
| 49.  | Ondřej Pažout         | 0008   |
| 50.  | Szczepan Kupczak      | 0006   |
| 51.  | Kodai Kimura          | 0006   |
| 52.  | Manuel Einkemmer      | 0003   |
| 53.  | Leevi Mutru           | 0003   |
| 54.  | Sora Yachi            | 0003   |
| 55.  | Vid Vrhovnik          | 0001   |

| Rang | Land               | Punkte |
| ---- | ------------------ | ------ |
| 01.  | Deutschland        | 3597   |
| 02.  | Norwegen           | 3127   |
| 03.  | Österreich         | 2166   |
| 04.  | Japan              | 1552   |
| 05.  | Finnland           | 1043   |
| 06.  | Italien            | 0412   |
| 07.  | Frankreich         | 0312   |
| 08.  | Estland            | 0187   |
| 09.  | Tschechien         | 0096   |
| 10.  | Vereinigte Staaten | 0081   |
| 11.  | Polen              | 0006   |
| 12.  | Slowenien          | 0001   |

| Rang | Name                | Punkte |
| ---- | ------------------- | ------ |
| 01.  | Jarl Magnus Riiber  | 1010   |
| 02.  | Ryōta Yamamoto      | 0822   |
| 03.  | Akito Watabe        | 0792   |
| 04.  | Johannes Lamparter  | 0604   |
| 05.  | Manuel Faißt        | 0524   |
| 06.  | Yoshito Watabe      | 0509   |
| 07.  | Laurent Muhlethaler | 0491   |
| 08.  | Terence Weber       | 0461   |
| 09.  | Fabian Rießle       | 0432   |
| 10.  | Lukas Greiderer     | 0390   |
| 11.  | Espen Bjørnstad     | 0363   |
| 12.  | Kristjan Ilves      | 0337   |

| Rang | Name               | Punkte |
| ---- | ------------------ | ------ |
| 01.  | Ilkka Herola       | 1126   |
| 02.  | Jørgen Graabak     | 0979   |
| 03.  | Vinzenz Geiger     | 0803   |
| 04.  | Fabian Rießle      | 0596   |
| 05.  | Eric Frenzel       | 0586   |
| 06.  | Eero Hirvonen      | 0562   |
| 07.  | Johannes Rydzek    | 0536   |
| 08.  | Jens Lurås Oftebro | 0463   |
| 09.  | Taylor Fletcher    | 0423   |
| 10.  | Lukas Greiderer    | 0379   |
| 11.  | Akito Watabe       | 0314   |
| 12.  | Johannes Lamparter | 0291   |

### Detaillierte Ergebnisse
| Rang | Nat.               | Athlet                | Alter 1 | Ruka Opening | Ruka Opening | Ruka Opening |            |            |         |         |          | NC Triple  | NC Triple  | NC Triple  |             |             |             |             | Punkte |
| Rang | Nat.               | Athlet                | Alter 1 | Finnland     | Finnland     | Finnland     | Osterreich | Osterreich | Italien | Italien | Finnland | Osterreich | Osterreich | Osterreich | Deutschland | Deutschland | Deutschland | Deutschland | Punkte |
| ---- | ------------------ | --------------------- | ------- | ------------ | ------------ | ------------ | ---------- | ---------- | ------- | ------- | -------- | ---------- | ---------- | ---------- | ----------- | ----------- | ----------- | ----------- | ------ |
| 01   | Norwegen           | Jarl Magnus Riiber    | 23      | 1            | 1            | DSQ          | 2          | 2          | 1       | 1       | 2        | 1          | 1          | 1          | —           | —           | 1           | 1           | 1140   |
| 02   | Deutschland        | Vinzenz Geiger        | 23      | 32           | 20           | 6            | 1          | 1          | 3       | 3       | 6        | 3          | 5          | 5          | 1           | 1           | 15          | 6           | 810    |
| 03   | Japan              | Akito Watabe          | 32      | 6            | 3            | 9            | 14         | 9          | 8       | 13      | 1        | 2          | 2          | 3          | 6           | 2           | 2           | 9           | 757    |
| 04   | Deutschland        | Fabian Rießle         | 30      | 9            | 12           | 2            | 5          | 3          | 4       | 8       | 5        | 7          | 6          | 7          | 2           | 5           | 9           | 3           | 687    |
| 05   | Deutschland        | Eric Frenzel          | 32      | 15           | 2            | 7            | 10         | 6          | 5       | 2       | DNS      | 8          | 4          | 4          | 3           | 7           | 10          | 12          | 608    |
| 06   | Osterreich         | Johannes Lamparter    | 19      | 2            | 6            | 4            | 4          | 5          | 7       | 16      | —        | 6          | 7          | 6          | 10          | 8           | 3           | 4           | 602    |
| 07   | Finnland           | Ilkka Herola          | 25      | 29           | 11           | 10           | 6          | 11         | 2       | 6       | 9        | 4          | 3          | 2          | 4           | 17          | 14          | 8           | 594    |
| 08   | Norwegen           | Jens Lurås Oftebro    | 20      | 3            | 10           | 1            | 11         | 10         | 10      | 12      | 8        | 21         | 9          | 15         | 16          | 4           | 12          | 7           | 491    |
| 09   | Osterreich         | Lukas Greiderer       | 27      | 11           | 8            | 15           | 3          | 4          | 9       | 11      | 17       | 27         | 11         | 11         | 21          | 3           | 13          | 11          | 425    |
| 10   | Deutschland        | Manuel Faißt          | 28      | 4            | 5            | 3            | 16         | 7          | 11      | 9       | 21       | 10         | 18         | 20         | 22          | 9           | 4           | 10          | 425    |
| 11   | Deutschland        | Johannes Rydzek       | 29      | 20           | 7            | 17           | 12         | 23         | NQ      | 21      | 4        | 12         | 12         | 9          | 5           | 6           | 6           | 17          | 370    |
| 12   | Norwegen           | Jørgen Graabak        | 29      | 10           | 22           | 24           | 7          | 22         | 6       | 4       | 7        | 11         | 8          | 8          | 14          | 32          | 30          | 23          | 332    |
| 13   | Norwegen           | Espen Bjørnstad       | 27      | —            | —            | —            | 15         | 8          | 13      | 7       | 11       | 5          | 14         | 13         | 17          | 16          | 21          | 2           | 319    |
| 14   | Japan              | Ryōta Yamamoto        | 23      | 8            | 23           | DSQ          | 29         | 18         | 22      | 23      | 3        | 16         | 20         | 17         | 9           | 11          | 7           | 5           | 308    |
| 15   | Deutschland        | Terence Weber         | 24      | 14           | 27           | 16           | 8          | 20         | 29      | 19      | 10       | 14         | 13         | 16         | 8           | 18          | 20          | 25          | 231    |
| 16   | Norwegen           | Espen Andersen        | 27      | 28           | 19           | 18           | 33         | 25         | —       | —       | —        | 22         | 10         | 10         | 15          | 14          | 5           | 19          | 195    |
| 17   | Estland            | Kristjan Ilves        | 24      | 5            | 18           | 5            | 32         | 29         | 27      | 29      | 42       | 30         | 23         | 22         | 12          | 24          | 18          | 20          | 185    |
| 18   | Osterreich         | Lukas Klapfer         | 35      | 43           | 44           | DNS          | 24         | 14         | 23      | 17      | 20       | 17         | 16         | 12         | 18          | 12          | 16          | 15          | 183    |
| 19   | Finnland           | Eero Hirvonen         | 25      | 17           | 14           | 8            | 9          | 12         | 12      | 10      | DNS      | —          | —          | —          | 23          | 21          | DNF         | NQ          | 181    |
| 20   | Osterreich         | Mario Seidl           | 28      | 7            | 17           | 20           | 27         | 30         | 17      | 32      | 13       | 24         | 29         | —          | 25          | 20          | 8           | 18          | 167    |
| 21   | Osterreich         | Martin Fritz          | 26      | 31           | 32           | 23           | 18         | 13         | 16      | 15      | 25       | 31         | 15         | 14         | 19          | 19          | 17          | 26          | 165    |
| 22   | Japan              | Yoshito Watabe        | 29      | 12           | 9            | 19           | 13         | 35         | 20      | 33      | 14       | —          | —          | —          | 24          | 10          | 29          | 16          | 162    |
| 23   | Frankreich         | Laurent Muhlethaler   | 23      | —            | —            | —            | 31         | 32         | 33      | 24      | 15       | 13         | 17         | 18         | 7           | 29          | 11          | 14          | 146    |
| 24   | Osterreich         | Thomas Jöbstl         | 25      | 18           | 15           | 12           | 19         | 26         | 15      | 30      | 22       | 9          | 25         | 25         | 30          | 23          | 26          | 30          | 139    |
| 25   | Italien            | Alessandro Pittin     | 31      | —            | —            | —            | 23         | 15         | 14      | 5       | 29       | 45         | 26         | 21         | —           | —           | —           | —           | 112    |
| 26   | Osterreich         | Franz-Josef Rehrl     | 28      | 13           | 4            | 11           | DNS        | —          | —       | —       | —        | —          | —          | —          | —           | —           | —           | —           | 94     |
| 27   | Norwegen           | Einar Lurås Oftebro   | 22      | 27           | 16           | 22           | 21         | 16         | —       | —       | —        | 19         | 27         | 29         | 13          | DNS         | 38          | 22          | 94     |
| 28   | Italien            | Samuel Costa          | 28      | 16           | 13           | 21           | 34         | 34         | 32      | 20      | 26       | 36         | 28         | 28         | 34          | 31          | 22          | 28          | 88     |
| 29   | Norwegen           | Andreas Skoglund      | 20      | 22           | 21           | 13           | 41         | 28         | 18      | 14      | 23       | —          | —          | —          | —           | —           | —           | —           | 81     |
| 30   | Deutschland        | Julian Schmid         | 21      | —            | —            | —            | 22         | 21         | NQ      | 31      | 30       | 43         | 32         | DNS        | 20          | 13          | 23          | 21          | 69     |
| 31   | Japan              | Hideaki Nagai         | 37      | 30           | 33           | 26           | 25         | 27         | 30      | 34      | 18       | 18         | 22         | 27         | 26          | 26          | 25          | 35          | 66     |
| 32   | Frankreich         | Antoine Gérard        | 25      | 21           | 40           | 27           | 35         | 38         | 40      | 25      | 16       | 15         | 21         | 23         | —           | —           | —           | —           | 64     |
| 33   | Norwegen           | Magnus Krog           | 34      | 34           | 39           | 25           | —          | —          | 26      | 18      | 12       | 29         | 24         | 26         | —           | —           | —           | —           | 61     |
| 34   | Osterreich         | Stefan Rettenegger    | 19      | —            | —            | —            | 20         | NQ         | 25      | 26      | —        | 26         | 19         | 19         | —           | —           | 46          | 39          | 55     |
| 35   | Tschechien         | Tomáš Portyk          | 24      | 23           | 24           | 31           | 17         | 17         | 37      | 35      | —        | 42         | 36         | 33         | 31          | 33          | 27          | 36          | 47     |
| 36   | Italien            | Aaron Kostner         | 21      | 19           | 30           | 39           | NQ         | NQ         | 46      | 48      | 37       | 40         | 41         | —          | 33          | 22          | 19          | 24          | 41     |
| 37   | Osterreich         | Philipp Orter         | 27      | 26           | 26           | DNF          | 40         | 36         | —       | —       | —        | 20         | 34         | 24         | 28          | 36          | 39          | 41          | 33     |
| 38   | Norwegen           | Harald Johnas Riiber  | 25      | 24           | NPS          | 14           | —          | —          | —       | —       | —        | —          | —          | —          | 32          | 25          | —           | —           | 31     |
| 39   | Vereinigte Staaten | Taylor Fletcher       | 30      | 45           | 36           | 37           | 26         | 24         | 19      | 36      | 24       | 39         | 44         | —          | 38          | 37          | 33          | 31          | 31     |
| 40   | Frankreich         | Mattéo Baud           | 18      | 33           | DNS          | 35           | 45         | 41         | 35      | 37      | 27       | 25         | 31         | 32         | —           | —           | 31          | 13          | 27     |
| 41   | Norwegen           | Simen Tiller          | 25      | —            | —            | —            | —          | —          | —       | —       | —        | —          | —          | —          | 11          | 40          | —           | —           | 24     |
| 42   | Italien            | Raffaele Buzzi        | 25      | 40           | 29           | 29           | 39         | 37         | 24      | 28      | 19       | 34         | 35         | 30         | 40          | 41          | —           | —           | 21     |
| 43   | Norwegen           | Leif Torbjørn Næsvold | 23      | —            | —            | —            | —          | —          | —       | —       | —        | —          | —          | —          | 27          | 15          | —           | —           | 20     |
| 44   | Tschechien         | Jan Vytrval           | 22      | DNS          | 38           | 33           | 30         | 19         | 28      | 38      | 36       | 38         | 42         | —          | 46          | —           | 44          | 40          | 16     |
| 45   | Finnland           | Perttu Reponen        | 19      | 35           | 28           | DNS          | 28         | 49         | 34      | 22      | 32       | 33         | DNS        | —          | —           | —           | —           | —           | 15     |
| 46   | Norwegen           | Kasper Moen Flatla    | 22      | —            | —            | —            | 37         | 31         | 21      | 27      | 44       | 41         | 37         | 35         | —           | —           | —           | —           | 14     |
| 47   | Deutschland        | David Mach            | 20      | —            | —            | —            | —          | —          | —       | —       | —        | —          | —          | —          | 36          | 39          | 24          | 27          | 11     |
| 48   | Deutschland        | Jakob Lange           | 25      | 39           | 25           | 28           | —          | —          | —       | —       | —        | —          | —          | —          | 29          | 34          | —           | —           | 11     |
| 49   | Tschechien         | Ondřej Pažout         | 22      | 37           | 43           | 41           | 42         | 43         | 42      | 42      | DNS      | 23         | 33         | 34         | 39          | 27          | 34          | 37          | 8      |
| 50   | Polen              | Szczepan Kupczak      | 28      | 25           | 34           | 43           | 38         | 33         | —       | —       | —        | 35         | 39         | 36         | 43          | DNS         | —           | —           | 6      |
| 51   | Japan              | Kodai Kimura          | 19      | 44           | 35           | 30           | 46         | 44         | 38      | 40      | 28       | 46         | 40         | DNS        | —           | —           | 32          | 29          | 6      |
| 52   | Osterreich         | Manuel Einkemmer      | 19      | —            | —            | —            | 43         | 40         | —       | —       | —        | 28         | 30         | 31         | —           | —           | —           | —           | 3      |
| 53   | Finnland           | Leevi Mutru           | 25      | 49           | NQ           | 34           | —          | —          | —       | —       | —        | —          | —          | —          | —           | —           | 28          | 38          | 3      |
| 54   | Japan              | Sora Yachi            | 20      | —            | —            | —            | —          | —          | 45      | 46      | 35       | 49         | 47         | —          | 35          | 28          | 47          | 44          | 3      |
| 55   | Slowenien          | Vid Vrhovnik          | 21      | —            | —            | —            | —          | —          | —       | —       | —        | 32         | 38         | DNF        | 41          | 30          | 45          | 34          | 1      |
|      |                    |                       |         |              |              |              |            |            |         |         |          |            |            |            |             |             |             |             |        |
| —    | Deutschland        | Martin Hahn           | 23      | —            | —            | —            | —          | —          | —       | —       | —        | —          | —          | —          | —           | —           | 35          | NQ          | 0      |
| —    | Deutschland        | Simon Hüttel          | 21      | —            | —            | —            | —          | —          | —       | —       | —        | —          | —          | —          | 45          | 45          | —           | —           | 0      |
| —    | Deutschland        | Wendelin Thannheimer  | 21      | —            | —            | —            | —          | —          | —       | —       | —        | —          | —          | —          | 42          | 44          | 36          | 33          | 0      |
| —    | Finnland           | Waltteri Karhumaa     | 18      | —            | 46           | —            | —          | —          | —       | —       | 41       | —          | —          | —          | —           | —           | —           | —           | 0      |
| —    | Finnland           | Wille Karhumaa        | 20      | 50           | —            | DNF          | —          | —          | —       | —       | 34       | 47         | 46         | —          | —           | —           | 40          | 43          | 0      |
| —    | Finnland           | Arttu Mäkiaho         | 23      | 41           | 37           | 40           | 36         | 42         | 36      | DNS     | 31       | 50         | DNS        | —          | 47          | 42          | —           | —           | 0      |
| —    | Finnland           | Otto Niittykoski      | 20      | 42           | 41           | 32           | —          | —          | —       | —       | 33       | —          | —          | —          | —           | —           | —           | —           | 0      |
| —    | Finnland           | Olli Salmela          | 26      | 46           | 45           | DNF          | —          | —          | —       | —       | —        | —          | —          | —          | —           | —           | —           | —           | 0      |
| —    | Frankreich         | Gaël Blondeau         | 20      | 48           | 42           | 42           | 44         | 45         | 31      | 39      | 38       | DSQ        | —          | —          | 37          | 35          | 42          | 48          | 0      |
| —    | Frankreich         | Marco Heinis          | 17      | 38           | DNS          | 38           | —          | —          | —       | —       | —        | —          | —          | —          | —           | —           | 37          | 50          | 0      |
| —    | Frankreich         | Maël Tyrode           | 20      | —            | —            | —            | —          | —          | —       | —       | —        | —          | —          | —          | —           | —           | 43          | 42          | 0      |
| —    | Italien            | Iacopo Bortolas       | 17      | —            | —            | —            | —          | —          | —       | —       | —        | —          | —          | —          | —           | —           | 49          | 47          | 0      |
| —    | Italien            | Giulio Bezzi          | 21      | 47           | 47           | 46           | —          | —          | 49      | 49      | —        | —          | —          | —          | —           | —           | —           | —           | 0      |
| —    | Italien            | Domenico Mariotti     | 19      | —            | —            | —            | —          | —          | 48      | NQ      | —        | —          | —          | —          | —           | —           | 51          | 45          | 0      |
| —    | Italien            | Stefano Radovan       | 17      | —            | —            | —            | —          | —          | DSQ     | NQ      | —        | —          | —          | —          | —           | —           | —           | —           | 0      |
| —    | Norwegen           | Lars Buraas           | 26      | —            | —            | —            | —          | —          | —       | —       | —        | —          | —          | —          | —           | —           | 41          | NQ          | 0      |
| —    | Osterreich         | Christian Deuschl     | 23      | —            | —            | —            | —          | —          | —       | —       | —        | 44         | 43         | —          | —           | —           | —           | —           | 0      |
| —    | Osterreich         | Marc-Luis Rainer      | 21      | —            | —            | —            | —          | —          | 43      | 45      | 40       | 37         | 45         | —          | —           | —           | —           | —           | 0      |
| —    | Russland           | Wjatscheslaw Barkow   | 29      | —            | —            | —            | —          | —          | 47      | NQ      | —        | —          | —          | —          | 48          | 43          | —           | —           | 0      |
| —    | Russland           | Ernest Jachin         | 30      | —            | —            | —            | 47         | 48         | —       | —       | —        | —          | —          | —          | —           | —           | —           | —           | 0      |
| —    | Russland           | Samir Mastijew        | 28      | —            | —            | —            | —          | 46         | NQ      | 41      | —        | —          | —          | —          | —           | —           | —           | —           | 0      |
| —    | Russland           | Alexander Milanin     | 21      | —            | —            | —            | —          | —          | —       | —       | —        | —          | —          | —          | DNF         | 38          | —           | —           | 0      |
| —    | Russland           | Eduard Schirnow       | 19      | —            | —            | —            | NQ         | —          | —       | —       | —        | —          | —          | —          | —           | —           | —           | —           | 0      |
| —    | Slowenien          | Gašper Brecl          | 21      | —            | —            | —            | —          | —          | —       | —       | —        | 51         | —          | —          | —           | —           | 48          | 32          | 0      |
| —    | Korea Sud          | Park Je-un            | 28      | —            | —            | —            | —          | —          | —       | —       | 39       | —          | —          | —          | —           | —           | 52          | 49          | 0      |
| —    | Tschechien         | Lukáš Daněk           | 23      | —            | —            | DNS          | —          | —          | —       | —       | —        | —          | —          | —          | —           | —           | —           | —           | 0      |
| —    | Ukraine            | Dmytro Masurtschuk    | 22      | —            | —            | —            | 48         | 47         | —       | —       | —        | —          | —          | —          | —           | —           | —           | —           | 0      |
| —    | Ukraine            | Wiktor Passitschnyk   | 28      | —            | —            | —            | NQ         | 50         | —       | —       | —        | —          | —          | —          | —           | —           | —           | —           | 0      |
| —    | Vereinigte Staaten | Jasper Good           | 24      | —            | —            | —            | —          | —          | 44      | 47      | 43       | —          | —          | —          | —           | —           | 50          | 46          | 0      |
| —    | Vereinigte Staaten | Ben Loomis            | 22      | 36           | 31           | 36           | 49         | 39         | 39      | 43      | —        | 48         | 48         | —          | 44          | DNS         | —           | —           | 0      |
| —    | Vereinigte Staaten | Niklas Malacinski     | 17      | —            | —            | —            | —          | —          | 41      | 44      | —        | —          | —          | —          | —           | —           | —           | —           | 0      |
| Rang | Nat.               | Athlet                | Alter   | Finnland     | Finnland     | Finnland     | Osterreich | Osterreich | Italien | Italien | Finnland | Osterreich | Osterreich | Osterreich | Deutschland | Deutschland | Deutschland | Deutschland | Punkte |
| Rang | Nat.               | Athlet                | Alter   | Ruka Opening | Ruka Opening | Ruka Opening |            |            |         |         |          | NC Triple  | NC Triple  | NC Triple  |             |             |             |             | Punkte |

Legende
| Farbe | Farbe | Farbe | Bedeutung                             |
| ----- | ----- | ----- | ------------------------------------- |
| 1     | 2     | 3     | Erster / Zweiter / Dritter            |
| XX    | XX    | XX    | Platz 4 bis 30 – Weltcuppunkte        |
| XX    | XX    | XX    | Platz 31 bis 50 – keine Weltcuppunkte |
| DNS   | DNS   | DNS   | Nicht gestartet (Langlauf)            |
| DNF   | DNF   | DNF   | Rennen vorzeitig beendet              |
| DSQ   | DSQ   | DSQ   | Disqualifiziert                       |
| NPS   | NPS   | NPS   | Keine Starterlaubnis (Sprunglauf)     |
| NQ    | NQ    | NQ    | Nicht qualifiziert                    |

### Premieren, Jubiläen und Rekorde
- In der Saison 2020/21 erzielten mit Perttu Reponen, Kodai Kimura, Stefan Rettenegger, Mattéo Baud und Sora Yachi fünf Athleten ihre ersten Weltcup-Punkte.
- Johannes Lamparter erreichte am 26. November in Ruka zum ersten Mal das Weltcup-Podest.
- Jens Lurås Oftebro feierte am 28. November in Ruka seinen ersten Weltcup-Sieg. Er war damit der erste nach 2000 geborene Sieger eines Weltcup-Rennens.
- Fabian Rießle erreichte am 20. Dezember in der Ramsau sein 50. Weltcup-Podest.
- Jarl Magnus Riiber holte am 15. Januar im Fleimstal seinen 30. Weltcup-Sieg im Einzel.
- Die Bundesrepublik Deutschland erreichte am 16. Januar im Fleimstal zum 20. Mal das Podest bei einem Weltcup-Teamsprint.[17]
- Japan belegte in Lahti erstmals eine Podiumsplatzierung bei einem Teamsprint im 21. Jahrhundert.
- Ryōta Yamamoto lief am 24. Januar in Lahti zum ersten Mal auf das Weltcup-Podest.
- Mit seinem Sieg am 30. Januar in Seefeld stand Jarl Magnus Riiber zum 50. Mal auf dem Weltcup-Podest.
- Akito Watabe wurde am 30. Januar in Seefeld zum 28. Mal Zweiter bei einem Einzelwettbewerb im Weltcup, womit er einen neuen Rekord an zweiten Rängen aufstellte. Im weiteren Saisonverlauf baute er diesen Rekord auf 30 zweite Plätze aus.
- Jarl Magnus Riiber ist der fünfte Athlet, der dreimal in Folge den Gesamtweltcup gewinnen konnte sowie der sechste Kombinierer mit mindestens drei Gesamtsiegen.
- Akito Watabe stand zum Saisonende zum neunten Mal auf dem Gesamtweltcuppodest und hält damit den Rekord. Auf Rang zwei folgte Felix Gottwald (7).

## Damen
Alle nationalen Skiverbände sind in der Saison 2020/21 dazu berechtigt, bei jedem Wettkampf mit fünf Athletinnen an den Start zu gehen. Der jeweilige Skiverband des Austragungslandes darf darüber hinaus weitere drei Sportlerinnen für die nationale Gruppe nominieren, womit das maximale Startlimit bei acht Kombiniererinnen liegt. In dieser Saison wird das Preisgeld von insgesamt 10.000 Schweizer Franken lediglich an die besten zehn Athletinnen ausgezahlt, wobei die Siegerin mit CHF 2800 am meisten Geld erhält. Die Gesamtweltcupsiegerin soll CHF 6000 ausgezahlt bekommen.
Die ersten Wettbewerbe in Lillehammer wurden Mitte November aufgrund der damaligen Lage der COVID-19-Pandemie auf zunächst unbestimmte Zeit verschoben. Der Wettkampf sollte am 12. und 13. Februar 2021 nachgeholt werden, doch wurden die Wettbewerbe aufgrund der Einführung neuer Vorschriften zur Bekämpfung der Ausbreitung des Virus am 27. Januar endgültig abgesagt.
Als Ersatz für die ausgefallenen Wettbewerbe in Otepää im Januar wurde die Weltcup-Premiere am 18. Dezember 2020 als Gundersen Einzel in der Ramsau ausgetragen.

### Weltcup-Übersicht
| Datum                                                                            | Austragungsort | Disziplin    | Siegerin                                             | Zweite                                               | Dritte                                               | Gelbes Trikot       |
| -------------------------------------------------------------------------------- | -------------- | ------------ | ---------------------------------------------------- | ---------------------------------------------------- | ---------------------------------------------------- | ------------------- |
| 18.12.2020                                                                       | Ramsau         | HS 98 / 5 km | Tara Geraghty-Moats                                  | Gyda Westvold Hansen                                 | Anju Nakamura                                        | Tara Geraghty-Moats |
| 02.01.2021                                                                       | Otepää         | HS 97 / 5 km | Wettbewerbe aufgrund der COVID-19-Pandemie abgesagt. | Wettbewerbe aufgrund der COVID-19-Pandemie abgesagt. | Wettbewerbe aufgrund der COVID-19-Pandemie abgesagt. | Tara Geraghty-Moats |
| 03.01.2021                                                                       | Otepää         | HS 97 / 5 km | Wettbewerbe aufgrund der COVID-19-Pandemie abgesagt. | Wettbewerbe aufgrund der COVID-19-Pandemie abgesagt. | Wettbewerbe aufgrund der COVID-19-Pandemie abgesagt. | Tara Geraghty-Moats |
| 13.02.2021                                                                       | Lillehammer    | HS 98 / 5 km | Wettbewerbe aufgrund der COVID-19-Pandemie abgesagt. | Wettbewerbe aufgrund der COVID-19-Pandemie abgesagt. | Wettbewerbe aufgrund der COVID-19-Pandemie abgesagt. | Tara Geraghty-Moats |
| 14.02.2021                                                                       | Lillehammer    | HS 98 / 5 km | Wettbewerbe aufgrund der COVID-19-Pandemie abgesagt. | Wettbewerbe aufgrund der COVID-19-Pandemie abgesagt. | Wettbewerbe aufgrund der COVID-19-Pandemie abgesagt. | Tara Geraghty-Moats |
| 23. Februar bis 7. März 2021 Nordische Skiweltmeisterschaften 2021 in Oberstdorf |                |              |                                                      |                                                      |                                                      | Tara Geraghty-Moats |

### Wertungen
| Rang | Name                     | Punkte |
| ---- | ------------------------ | ------ |
| 01.  | Tara Geraghty-Moats      | 100    |
| 02.  | Gyda Westvold Hansen     | 080    |
| 03.  | Anju Nakamura            | 060    |
| 04.  | Marte Leinan Lund        | 050    |
| 05.  | Sigrun Kleinrath         | 045    |
| 06.  | Lisa Hirner              | 040    |
| 07.  | Mari Leinan Lund         | 036    |
| 08.  | Veronica Gianmoena       | 032    |
| 09.  | Annika Sieff             | 029    |
| 10.  | Anastassija Gontscharowa | 026    |

| Rang | Name               | Punkte |
| ---- | ------------------ | ------ |
| 11.  | Hanna Midtsundstad | 024    |
| 12.  | Daniela Dejori     | 022    |
| 13.  | Jenny Nowak        | 020    |
| 14.  | Yuna Kasai         | 018    |
| 15.  | Stefanija Nadymowa | 016    |
| 16.  | Ema Volavšek       | 015    |
| 17.  | Ayane Miyazaki     | 014    |
| 18.  | Mille Moen Flatla  | 013    |
| 19.  | Annalena Slamik    | 012    |
| 20.  | Maria Gerboth      | 011    |

| Rang | Name               | Punkte |
| ---- | ------------------ | ------ |
| 21.  | Sophia Maurus      | 010    |
| 22.  | Léna Brocard       | 009    |
| 23.  | Sana Azegami       | 008    |
| 24.  | Svenja Würth       | 007    |
| 25.  | Swetlana Gladikowa | 006    |
| 26.  | Claudia Purker     | 005    |
| 27.  | Silva Verbič       | 004    |
| 28.  | Annika Malacinski  | 003    |
| 29.  | Alexa Brabec       | 002    |
| 30.  | Tess Arnone        | 001    |

| Rang | Land               | Punkte |
| ---- | ------------------ | ------ |
| 01.  | Norwegen           | 203    |
| 02.  | Vereinigte Staaten | 106    |
| 03.  | Österreich         | 102    |
| 04.  | Japan              | 100    |
| 05.  | Italien            | 083    |
| 06.  | Russland           | 048    |
| 07.  | Deutschland        | 048    |
| 08.  | Slowenien          | 019    |
| 09.  | Frankreich         | 009    |

| Rang | Name                | Punkte |
| ---- | ------------------- | ------ |
| 01.  | Gyda W. Hansen      | 100    |
| 02.  | Veronica Gianmoena  | 080    |
| 03.  | Anju Nakamura       | 060    |
| 04.  | Claudia Purker      | 050    |
| 05.  | Sigrun Kleinrath    | 045    |
| 06.  | Tara Geraghty-Moats | 040    |
| 07.  | Annika Sieff        | 036    |
| 08.  | Lisa Hirner         | 032    |
| 09.  | Daniela Dejori      | 029    |
| 10.  | Mari Leinan Lund    | 026    |

| Rang | Name                | Punkte |
| ---- | ------------------- | ------ |
| 01.  | Tara Geraghty-Moats | 100    |
| 02.  | Anju Nakamura       | 080    |
| 03.  | Gyda W. Hansen      | 060    |
| 04.  | Marte Leinan Lund   | 050    |
| 05.  | A. Gontscharowa     | 045    |
| 06.  | Hanna Midtsundstad  | 040    |
| 07.  | Lisa Hirner         | 036    |
| 08.  | Sigrun Kleinrath    | 032    |
| 09.  | Mari Leinan Lund    | 029    |
| 10.  | Ayane Miyazaki      | 026    |

## Kader

### Herren

#### Deutschland
Der DSV gab im Mai 2020 seine Kadereinteilung für die Saison 2020/21 bekannt. Die Athleten wurden auf fünf Lehrgangsgruppen aufgeteilt. Neben den Lehrgangsgruppen 1a, 1b und 2a sowie dem Förderkader wurden auch 18 Athleten für die Lehrgangsgruppe 2b nominiert. Nach der Saison 2019/20 gab es personelle Veränderungen im Trainerteam, sodass der bisherige Sprungtrainer Ronny Ackermann durch Heinz Kuttin ersetzt wurde. Bei den deutschen Meisterschaften Ende Oktober 2020 ging Fabian Rießle als Sieger hervor.
| Name            |
| --------------- |
| Manuel Faißt    |
| Eric Frenzel    |
| Vinzenz Geiger  |
| Fabian Rießle   |
| Johannes Rydzek |
| Jakob Lange     |
| Julian Schmid   |
| Terence Weber   |

| Name                 |
| -------------------- |
| Martin Hahn          |
| Simon Hüttel         |
| Luis Lehnert         |
| David Mach           |
| Justin Moczarski     |
| Nick Siegemund       |
| Wendelin Thannheimer |
| Tim Kopp             |
| Jonas Maier          |
| Maximilian Pfordte   |
| Christian Frank      |

| Name                |
| ------------------- |
| Jakob Fischer       |
| Jan Andersen        |
| Lenard Kersting     |
| Simon Mach          |
| Pirmin Maier        |
| David Brückl        |
| Hannes Gehring      |
| Pepe Schula         |
| Tristan Sommerfeldt |
| Finn Stütz          |

| Name          |
| ------------- |
| Aaron Uhrmann |

- Bundestrainer: Hermann Weinbuch, Cheftechniker: Enrico Heisig, Ralf Adloff
- Trainer Lehrgangsgruppe 1a: Heinz Kuttin, Kai Bracht, Techniker: Janis Morweiser
- Cheftrainer Lehrgangsgruppe 1b: Constantin Kreiselmeyer, Assistenten: Björn Kircheisen, Florian Aichinger, Techniker: Roland Schmidt
- Leitender Trainer Lehrgangsgruppe 2a: Frank Erlbeck, Assistent: Thomas Krause, Techniker: Mathias Robl

#### Österreich
Der ÖSV gab Anfang Mai 2020 in Innsbruck seine Kadereinteilung für die Saison 2020/21 bekannt. Die Athleten wurden auf vier Kader aufgeteilt. An der Besetzung der Nationalmannschaft änderte sich im Vergleich zur Vorsaison nichts. Paul Gerstgraser beendete seine Karriere. Bei den österreichischen Staatsmeisterschaften Ende September 2020 gingen Franz-Josef Rehrl von der Normalschanze und Lukas Greiderer von der Großschanze als Sieger hervor.
| Name                |
| ------------------- |
| Martin Fritz        |
| Lukas Greiderer     |
| Bernhard Gruber     |
| Lukas Klapfer       |
| Franz-Josef Rehrl 1 |
| Mario Seidl         |

| Name               |
| ------------------ |
| Manuel Einkemmer   |
| Thomas Jöbstl      |
| Johannes Lamparter |
| Philipp Orter      |

| Name               |
| ------------------ |
| Fabian Hafner      |
| Florian Kolb       |
| Samuel Mraz        |
| Fabio Obermeyr     |
| Marc-Luis Rainer   |
| Severin Reiter     |
| Stefan Rettenegger |
| Thomas Rettenegger |
| Max Teeling        |
| Dominik Terzer     |

| Name               |
| ------------------ |
| Sebastian Brandner |
| Samuel Lev         |
| Stefan Peer        |
| Nicolas Pfandl     |
| Nico Rathgeb       |
| Paul Walcher       |

- Cheftrainer: Christoph Eugen[26]
- Gruppentrainer Lehrgangsgruppe II: Thomas Baumann, Assistent: Wilhelm Denifl

#### Schweiz
Nachdem die Schweiz in der Vorsaison keinen Kader für die Nordische Kombination aufstellte, bekam zur Saison 2020/21 ein Athlet den C-Team-Status.
| Name          |
| ------------- |
| Pascal Müller |

#### Norwegen
Der Norwegische Skiverband gab im Frühling ihre Kadereinteilung bekannt. Bei den norwegischen Sommermeisterschaften gelang Jens Lurås Oftebro mit zwei Siegen in den Gundersen-Wettbewerben von der Normal- und Großschanze ein guter Start in die Saison.
| Name                |
| ------------------- |
| Jørgen Graabak      |
| Jarl Magnus Riiber  |
| Espen Bjørnstad     |
| Einar Lurås Oftebro |
| Jens Lurås Oftebro  |
| Espen Andersen      |
| Magnus Krog         |

| Name                  |
| --------------------- |
| Harald Johnas Riiber  |
| Lars Ivar Skårset     |
| Andreas Skoglund      |
| Simen Tiller          |
| Kasper Moen Flatla    |
| Jakob Eiksund Sæthre  |
| Leif Torbjørn Næsvold |
| Lars Buraas           |
| Aleksander Skoglund   |
| Sebastian Østvold     |
| Marius Solvik         |
| Emil Ottesen          |
| Simen Kvarstad        |

- Cheftrainer: Peder Sandell, Skisprungtrainer: Stian Kvarstad und Tom Hilde, Wissenschaftlicher Mitarbeiter Langlauf: Jan Schmid[30]

#### Japan
Der Japanische Skiverband gab für die Saison 2020/21 lediglich Akito Watabe einen A-Status. Die restlichen Athleten sind gemäß Alterskategorien in U40, U25, U23, U20 und U17 eingeteilt.
| Name           |
| -------------- |
| Akito Watabe   |
| Hideaki Nagai  |
| Yoshito Watabe |
| Gō Yamamoto    |
| Ryōta Yamamoto |

| Name               |
| ------------------ |
| Yoshihiro Kimura   |
| Sora Yachi         |
| Sakutarō Kobayashi |

| Name           |
| -------------- |
| Yuki Chiba     |
| Kodai Kimura   |
| Shōgo Azegami  |
| Yūya Yamamoto  |
| Yūto Nishikata |

| Name            |
| --------------- |
| Takuya Nakazawa |
| Daiki Chiba     |
| Taiga Onozawa   |

- Cheftrainer: Takanori Kōno, Assistent: Takashi Kitamura
- U20-Trainer: Tomoki Satō

#### Finnland
Der finnische Skiverband nominierte Mitte Mai sechs Athleten in die „Maajoukkue“. Darüber hinaus wurden im Juli drei weitere Gruppen zusammengesetzt.
| Name           |
| -------------- |
| Ilkka Herola   |
| Eero Hirvonen  |
| Wille Karhumaa |
| Leevi Mutru    |
| Arttu Mäkiaho  |
| Perttu Reponen |

| Name            |
| --------------- |
| Atte Kettunen   |
| Olli Salmela    |
| Jesse Pääkkönen |

| Name              |
| ----------------- |
| Otto Niittykoski  |
| Waltteri Karhumaa |
| Rasmus Ähtävä     |
| Timi Heiskanen    |
| Herman Happonen   |
| Arsi Tietäväinen  |

- Cheftrainer: Petter Kukkonen, Sprungtrainer: Falko Krismayr, Techniker: Janne Ahonen
- Cheftrainer Junioren- und Herausfordererkader: Antti Kuisma und Jouni Kaitainen

#### Italien
Der italienische Skiverband FISI gab Mitte Mai seine Kadereinteilung bekannt. Ivo Pertile wird sowohl das Team der Männer, als auch das der Frauen leiten. Darüber hinaus stößt Danny Winkelmann zum Trainerteam der Männer um Ivan Lunardi und Pietro Frigo dazu. Lukas Runggaldier beendete seine Karriere. Neben den vier aufgelisteten Kadern gehört Giulio Bezzi der „Gruppo Osservati“ an.
| Name              |
| ----------------- |
| Samuel Costa      |
| Aaron Kostner     |
| Alessandro Pittin |
| Raffaele Buzzi    |

| Name              |
| ----------------- |
| Iacopo Bortolas   |
| Stefano Radovan   |
| Domenico Mariotti |

| Name            |
| --------------- |
| Manuel Facchini |

| Name            |
| --------------- |
| Luca Libener    |
| Manuel Senoner  |
| Bryan Venturini |

- Cheftrainer: Ivo Pertile, Trainer: Danny Winkelmann, Ivan Lunardi, Skilanglauftrainer: Pietro Frigo
- Trainer B- und C-Team: Andrea Bezzi

#### Frankreich
Der französische Skiverband FFS gab im Mai seine Kadereinteilung bekannt. Nach einer guten Saison stieg Laurent Muhlethaler ins A-Team auf.
| Name                |
| ------------------- |
| Antoine Gérard      |
| Laurent Muhlethaler |

| Name          |
| ------------- |
| Mattéo Baud   |
| Gaël Blondeau |
| Maël Tyrode   |
| Edgar Vallet  |

| Name         |
| ------------ |
| Nils Gouy    |
| Marco Heinis |
| Tom Michaud  |
| Tom Rochat   |

| Name                 |
| -------------------- |
| Samy Claret Tournier |
| Théo Rochat          |

- Direktor: Jérôme Laheurte, Trainer: Alex Mougin

#### Vereinigte Staaten
Die USA Nordic gab bereits im April ihre Kadereinteilung bekannt. Die Kader wurden von deren vier auf ein Herren-Nationalteam und ein Junioren-Nationalteam reduziert. Jed Hinkley wurde neuer Sportdirektor. Ende Juni verpflichtete die USA Chris Gilbertson als Skisprungtrainer.
| Name              |
| ----------------- |
| Taylor Fletcher   |
| Ben Loomis        |
| Jared Shumate     |
| Jasper Good       |
| Stephan Schumann  |
| Grant Andrews     |
| Niklas Malacinski |

| Name              |
| ----------------- |
| Aidan Ripp        |
| Beckett Ledger    |
| Bennet Gamber     |
| Carter Brubaker   |
| Evan Nichols      |
| Gunnar Gilbertson |
| Henry Johnstone   |
| Tate Frantz       |
| Zach Selzman      |

- Cheftrainer: Nick Hendrickson, Skisprungtrainer: Chris Gilbertson

#### Slowenien
Das A-Team Sloweniens wurde um Rok Jelen auf zwei Athleten erweitert. Im Rahmen der Kaderbekanntgabe wurde auch der Finanzbericht veröffentlicht, nach dem der Verband die letzte Saison mit einem Verlust von rund 100.000 Euro aufgrund der COVID-19-Pandemie abschloss.
| Name         |
| ------------ |
| Vid Vrhovnik |
| Rok Jelen    |

| Name         |
| ------------ |
| Ožbej Jelen  |
| Gašper Brecl |

| Name          |
| ------------- |
| Uroš Vrbek    |
| Matic Hladnik |

- Cheftrainer: Goran Janus, Assistenten: Gašper Berlot und Anže Obreza

#### Russland
Das russische Sportministerium genehmigte folgende Kadereinteilung für die Saison 2020/21: Alexander Paschajew gab wenige Wochen später sein Karriereende bekannt.
| Name                |
| ------------------- |
| Ernest Jachin       |
| Witali Iwanow       |
| Dmitri Gelwig       |
| Konstantin Abramow  |
| Witali Scharschawin |
| Alexander Milanin   |

| Name                |
| ------------------- |
| Alexander Paschajew |
| Wjatscheslaw Barkow |
| Timofei Borissow    |
| Alexander Kolganow  |
| Iwan Pronin         |

- Trainer: Sergei Tscherwjakow, Anton Kalinitschenko, Michail Botwinow

#### Tschechien
Der tschechische Skiverband veränderte fast nichts an seiner Kadereinteilung. Die größte Neuerung ist die Verpflichtung Robert Matejas als Sprungtrainer. Darüber hinaus trainiert Szczepan Kupczak mit dem A-Team. Dieses Privileg sollen auch die Junioren mindestens einmal im Monat erhalten.
| Name          |
| ------------- |
| Lukáš Daněk   |
| Ondřej Pažout |
| Tomáš Portyk  |
| Jan Vytrval   |

| Name             |
| ---------------- |
| Lukáš Kohlberger |
| Jiří Konvalinka  |
| Radim Sudek      |
| Petr Šablatura   |
| Jan Šimek        |

- Cheftrainer: Marek Šablatura, Assistenten: Robert Mateja, Vladimír Šmíd
- Cheftrainer Jugend-Kader: Martin Zeman

#### Ukraine
Die ukrainische Nationalmannschaft für die Saison 2020/21 besteht aus fünf Athleten. Die Kandidatenliste für die olympischen Winterspiele 2022 führt momentan Wiktor Passitschnyk gefolgt von Dmytro Masurtschuk an.
| Name                 |
| -------------------- |
| Witalij Hrebenjuk    |
| Dmytro Masurtschuk   |
| Wiktor Passitschnyk  |
| Andrij Pylyptschuk   |
| Oleksandr Schumbarez |

| Name                 |
| -------------------- |
| Artem Kuzewitsch     |
| Iwan Pylyptschuk     |
| Maxym Prokopjuk      |
| Wassyl Sawtschyn     |
| Ruslan Schumanskyj   |
| Walentyn Jaschtschuk |

- Cheftrainer: Mykola Koslow, Assistenten: Ruslan Balanda, Petro Henyk

#### Estland
Im A-Team Estlands steht mit Kristjan Ilves lediglich ein Athlet, doch trainierte dieser in der Vorbereitung ausschließlich mit der norwegischen Nationalmannschaft. Der B-Kader blieb unverändert.
| Name           |
| -------------- |
| Kristjan Ilves |

| Name                 |
| -------------------- |
| Andreas Ilves        |
| Robert Lee           |
| Ivo Niklas Hermanson |
| Markkus Alter        |

- Cheftrainer: Andrus Ilves, Assistenten: Anatoli Šmigun, Tambet Pikkor

#### Polen
Der polnische Skiverband PZN nominierte mit Szczepan Kupczak nur einen Athleten in das A-Team. Dies lag auch darin begründet, dass mit Adam Cieślar, Paweł Twardosz und Wojciech Marusarz gleich drei Athleten ihre Karrieren beendeten. Aus diesem Grund trainiert Kupczak seit Beginn der Vorbereitungen auf die Saison 2020/21 bei der tschechischen Nationalmannschaft mit. Die Jugend wird weiterhin in Polen von Tomisław Tajner trainiert. Auch Piotr Kudzia schloss sich dieser Trainingsgruppe an.
| Name             |
| ---------------- |
| Szczepan Kupczak |

| Name                     |
| ------------------------ |
| Andrzej Szczechowicz     |
| Mateusz Jarosz           |
| Bartłomiej Klimowski     |
| Adam Skupień             |
| Maciej Gąsienica-Ciaptak |

- Cheftrainer Junioren-Kader: Tomisław Tajner, Assistent: Mariusz Hluchnik

#### Südkorea
Die südkoreanische Nationalmannschaft besteht lediglich aus Park Je-un. Auch im Jugendbereich mangelt es den Südkoreanern momentan an Athleten.
| Name       |
| ---------- |
| Park Je-un |

- Trainer: Jukka Ylipulli

### Damen

#### Deutschland
Der DSV gab im Mai 2020 die erste Kadereinteilung ihrer Geschichte für die Nordische Kombination der Damen bekannt. Für die Saison 2020/21 wurden sechs Athletinnen nominiert. Die bisher im Skisprung-Weltcup aktive Svenja Würth wechselte zur Nordischen Kombination.
| Name           |
| -------------- |
| Svenja Würth   |
| Sophia Maurus  |
| Maria Gerboth  |
| Jenny Nowak    |
| Emilia Görlich |
| Cindy Haasch   |

- Leitender Trainer: Klaus Edelmann, Assistent: Nico Reichenberger

#### Österreich
Der ÖSV gab Anfang Mai 2020 in Innsbruck seine Kadereinteilung für die Saison 2020/21 bekannt. Die Athletinnen wurden auf drei Kader aufgeteilt, wobei keine ins Nationalteam berufen wurde. Darüber hinaus wechselte kurz darauf die zuvor als Skispringerin startende Claudia Purker zur Kombination. Bei den österreichischen Meisterschaften Ende September 2020 in Eisenerz ging Sigrun Kleinrath im Gundersen Einzel von der Normalschanze als Siegerin hervor.
| Name |
| ---- |
| –    |

| Name        |
| ----------- |
| Lisa Hirner |

| Name             |
| ---------------- |
| Sigrun Kleinrath |

| Name            |
| --------------- |
| Eva Hubinger    |
| Laura Pletz     |
| Anja Rathgeb    |
| Annalena Slamik |

- Cheftrainer: Bernhard Aicher[56], Assistenten: Oliver Krenn[57], Esther Steindl[58]

#### Schweiz
Der Schweizer Skiverband stellte kein Team für die kommende Saison zusammen.

#### Norwegen
Der Norwegische Skiverband gab im Frühling seine Kadereinteilung bekannt. Den norwegischen Sommermeistertitel gewann die Mitfavoritin für den Weltcup Gyda Westvold Hansen.
| Name                 |
| -------------------- |
| Gyda Westvold Hansen |
| Mari Leinan Lund     |
| Marte Leinan Lund    |

| Name               |
| ------------------ |
| Ida Marie Hagen    |
| Hanna Midtsundstad |
| Oda Leiråmo        |
| Mathilde Oustad    |
| Thea Øihaugen      |
| Mille Marie Hagen  |
| Nora Midtsundstad  |

- Cheftrainer: Thomas Kjelbotn[30]; Assistent: Frode Moen[57]

#### Japan
Der Japanische Skiverband nominierte für die Saison 2020/21 acht Athletinnen. Gemeinsam mit Trainer Kazuyoshi Yamada reisten Anju Nakamura, Ayane Miyazaki, Sana Azegami und Yuna Kasai am 8. Dezember 2020 nach Europa, wo sie bis zum 1. März 2021 verblieben. Diese vier Athletinnen sollten an den Wettbewerben des Weltcups und Continental Cups sowie an den Junioren-Weltmeisterschaften und den Nordischen Skiweltmeisterschaften teilnehmen.
| Name           |
| -------------- |
| Anju Nakamura  |
| Ami Sawaya     |
| Yura Murakami  |
| Yūzuki Shimizu |

| Name           |
| -------------- |
| Sana Azegami   |
| Ayane Miyazaki |
| Yuna Kasai     |
| Haruka Kasai   |

- Cheftrainer: Kazuyoshi Yamada

#### Finnland
Der finnische Skiverband gab im Juli 2020 das Project 2026 bekannt.
| Name            |
| --------------- |
| Alva Thors      |
| Annamaija Oinas |
| Minja Korhonen  |
| Nonna Laitinen  |
| Hertta Luoma    |
| Julia Äikiä     |
| Selina Kähkönen |

- Cheftrainer: Lasse Moilanen, Skisprungtrainer: Falko Krismayr

#### Italien
Der italienische Skiverband FISI gab Mitte Mai seine Kadereinteilung bekannt.
| Name               |
| ------------------ |
| Daniela Dejori     |
| Annika Sieff       |
| Veronica Gianmoena |

| Name |
| ---- |
| –    |

| Name             |
| ---------------- |
| Greta Pinzani    |
| Martina Zanitzer |

| Name                  |
| --------------------- |
| Camilla Henni Comazzi |
| Asia Marcato          |
| Lena Prinoth          |

- Cheftrainer: Ivo Pertile, Trainer: Francesco Benetti

#### Frankreich
Der französische Skiverband FFS gab im Mai seine Kadereinteilung bekannt. Die zweitbeste Französin des letzten Winters Emma Tréand erhielt nach ihrer Kreuzbandverletzung aus dem Februar 2020 keinen Kaderstatus.
| Name |
| ---- |
| –    |

| Name         |
| ------------ |
| Léna Brocard |

- Direktor: Jérôme Laheurte, Cheftrainer: Étienne Gouy[57]

#### Vereinigte Staaten
Die USA Nordic gab bereits im April ihre Kadereinteilung bekannt. An der Spitze des Teams steht die Favoritin Tara Geraghty-Moats. Im Mai gab die USA Nordic die Verpflichtung des Tschechen Tomáš Matura als neuen Trainer der Nordischen Kombiniererinnen bekannt.
| Name                |
| ------------------- |
| Tara Geraghty-Moats |
| Annika Malacinski   |
| Tess Arnone         |
| Alexa Brabec        |

| Name                |
| ------------------- |
| Charlotte Ripp      |
| Aspen Bennett-Manke |

- Cheftrainer: Tomáš Matura

#### Slowenien
Im Mai gab der slowenische Skiverband die Kadereinteilung für die Saison 2020/21 bekannt.
| Name |
| ---- |
| –    |

| Name         |
| ------------ |
| Ema Volavšek |
| Silva Verbič |

- Trainer: Goran Janus (im Weltcup), Rok Mandl (im Continental Cup)[63]

#### Russland
Das russische Sportministerium genehmigte folgende Kadereinteilung für die Saison 2019/20:
| Name                     |
| ------------------------ |
| Stefanija Nadymowa       |
| Anastassija Gontscharowa |
| Alexandra Glasunowa      |
| Swetlana Gladikowa       |
| Glafira Noskowa          |

| Name               |
| ------------------ |
| Tschulpan Walijewa |
| Marija Jakowlewa   |

- Cheftrainer: Denis Tischagin[57]; Assistenten: Wjatscheslaw Lutschankin, Alexander Woronin
- Trainer Juniorinnen: Nijas Nabejew

#### Tschechien
Der tschechische Skiverband nominierte drei Athletinnen in seinen Juniorinnenkader.
| Name |
| ---- |
| –    |

| Name             |
| ---------------- |
| Tereza Koldovská |
| Jolana Hradilová |
| Hana Fadrhonsová |

- Trainer: Luděk Šablatura

#### Ukraine
Die Ukraine hat für die Saison 2020/21 lediglich zwei im Februar 2007 geborene Juniorinnen aufgelistet.
| Name |
| ---- |
| –    |

| Name              |
| ----------------- |
| Schanna Hluchowa  |
| Oksana Hruschizka |

- Trainer: A. A. Karpenko

#### Estland
Der estnische Skiverband nominierte laut der Übersicht der FIS lediglich Annemarii Bendi für den Kader der Saison 2020/21, doch ist davon auszugehen, dass Triinu Hausenberg ebenfalls einen B-Kader-Status erhielt.
| Name |
| ---- |
| –    |

| Name              |
| ----------------- |
| Annemarii Bendi   |
| Triinu Hausenberg |

- Trainer: Andrus Ilves, Tambet Pikkor

#### Kanada
Das kanadische Team besteht lediglich aus der ehemaligen Spezialspringerin Taylor Henrich, die von Wesley Savill trainiert wird.
| Name           |
| -------------- |
| Taylor Henrich |

- Trainer: Wesley Savill

#### Kasachstan
Das kasachische Team besteht lediglich aus Dajana Achmetwalijewa, die von Dilshat Mirayev trainiert wird.
| Name                  |
| --------------------- |
| Dajana Achmetwalijewa |

- Trainer: Dilshat Mirayev

#### Vereinigtes Königreich
Zwar stellte der britische Skiverband keinen Kader auf, doch tritt mit Mani Cooper vom SV Innsbruck eine Athletin für das Vereinigte Königreich an.
| Name        |
| ----------- |
| Mani Cooper |

### Karriereenden
während der Saison:
- Bernhard Gruber[66]

nach der Saison:
- Magnus Krog[67]
- Tara Geraghty-Moats (Unterbrechung/Wechsel zum Biathlon)[68]
- Emma Tréand[69]